# Баумринд, Диана
Диана Баумринд (англ. Baumrind,  23 августа 1927, Нью-Йорк — 13 сентября 2018) — американский психолог.

## Биография
Диана Баумринд родилась в 1927 году. Была старшей из двух дочерей в семье. Получила образование в Колледже Хантера в Нью-Йорке (бакалавр, 1948) и в Калифорнийском университете в Беркли (магистр, 1951); доктор философии (1955). Научные исследования посвящены проблемам семьи, социализации и анализу индивидуальных различий в сфере компетентности и нравственного поведения.
Анализируя отношения родителей и детей, утверждает идею взаимности прав и обязанностей в качестве нравственной нормы.
Диана Баумринд погибла в результате автомобильной аварии в 2018 году.

## Исследования стилей семейного воспитания
Под стилем семейного воспитания (англ. Parenting Style) подразумеваются наиболее характерные модели отношений родителей к ребёнку. Родители применяют определённые средства и методы педагогического воздействия, которые выражаются в своеобразной манере словесного обращения и взаимодействия с детьми.
В классификации Дианы Баумринд выделяются три паттерна поведения или стиля, представляющих собой комбинацию из следующих элементов:
- зрелость требований,
- контроль,
- коммуникативность и образовательный эффект.

Сочетания этих элементов образуют разрешающий (либеральный), авторитарный и авторитетный стили родительского воспитания.
Э. Маккоби и Дж. Мартин развили категориальную систему Дианы Баумринд, выделив два основных измерения: уровень контроля или требований и общий параметр принятия — отвержения. Пересечение этих двух измерений образовало ещё один дополнительный стиль к прежним трем, добавив пренебрегающий (индифферентный) стиль.
Таким образом, типология стилей родительского воспитания сейчас включает 4 типа:  авторитетный, авторитарный, либеральный и индифферентный.
| Четыре стиля семейного воспитания Э. Маккоби и Дж. Мартина Три стиля семейного воспитания Дианы Баумринд | Четыре стиля семейного воспитания Э. Маккоби и Дж. Мартина Три стиля семейного воспитания Дианы Баумринд | Четыре стиля семейного воспитания Э. Маккоби и Дж. Мартина Три стиля семейного воспитания Дианы Баумринд |
| | Требовательный                                                                                           | Нетребовательный                                                                                         |
| --- | --- | --- |
| Принятие                                                                                                 | Авторитетный/обучение личным примером                                                                    | Либеральный (потакающий)                                                                                 |
| Отвержение                                                                                               | Авторитарный/тоталитарный                                                                                | Индифферентный/пренебрегающий                                                                            |

Авторитетный стиль характеризуется тёплым эмоциональным принятием ребёнка и высоким уровнем контроля с признанием и поощрением развития автономии детей. Авторитетные родители реализуют демократический стиль общения, готовы к изменению системы требований и правил с учётом растущей компетентности детей.
Авторитарный стиль отличается отвержением или низким уровнем эмоционального принятия ребёнка и высоким уровнем контроля. Стиль общения авторитарных родителей — командно-директивный, система требований, запретов и правил ригидна и неизменна.
Либеральный стиль воспитания характеризуется эмоциональным принятием и низким уровнем контроля в форме вседозволенности и всепрощенчества. Требования и правила при таком стиле воспитания практически отсутствуют, уровень руководства недостаточен.
Индифферентный стиль воспитания определяется низкой вовлечённостью родителей в процесс воспитания, эмоциональной холодностью и отчуждением в отношении ребёнка, низким уровнем контроля, игнорированием интересов и потребностей ребёнка, недостаточной защитой.
Были выделены следующие параметры оценки личностных качеств ребёнка: 
- отношения враждебности / доброжелательности ребёнка к миру;
- сопротивление, социальный негативизм / кооперация;
- доминирование в общении / уступчивость, готовность к компромиссу;
- доминантность / подчинение и зависимость;
- целенаправленность / импульсивность;
- нацеленность на достижения, высокий уровень притязаний / отказ от достижений, низкий уровень притязаний;
- независимость, автономия (эмоциональная, поведенческая, ценностная) / зависимость.

Авторитарные родители в воспитании придерживаются традиционной формы общения с ребёнком — демонстрация своего авторитета, власти родителей, требование безоговорочного послушания. Как правило, в этом случае имеет место низкий уровень вербальной коммуникации, широкое использование наказаний (и отцом, и матерью), ригидность и жёсткость запретов и требований. Данный стиль воспитания способствует несамостоятельности ребёнка, его неспособности к лидерству, отсутствию инициативы, пассивности, низкой степени социальной и коммуникативной компетентности, низкому уровню социальной ответственности и моральной компетентности с ориентацией на внешний авторитет и власть. Мальчики, воспитанные в таких семьях, нередко демонстрируют агрессивность и низкий уровень волевой и произвольной регуляции.
Крайние, самые неблагоприятные для развития ребёнка случаи — жёсткий, тотальный контроль при авторитарном воспитании и почти полное отсутствие контроля, когда ребёнок оказывается предоставленным самому себе, безнадзорным. Существует много промежуточных вариантов:
- Родители регулярно указывают детям, что им делать, контролируя каждый их шаг.
- Ребёнок может высказать своё мнение, но родители, принимая решение, к его голосу не прислушиваются.
- Ребёнок может принимать отдельные решения сам, но должен получить одобрение родителей, родители и ребёнок имеют почти равные права, принимая решение.
- Решение часто принимает сам ребёнок.
- Ребёнок сам решает, подчиняться ему родительским решениям или нет.